# Scorzonera tenuisecta
Scorzonera tenuisecta là một loài thực vật có hoa trong họ Cúc. Loài này được (Grossh. & Sosn.) Czerep. miêu tả khoa học đầu tiên năm 1994.